# Henk Wery
Henk Wery est un footballeur néerlandais né le 10 juin 1943 à Amersfoort. Il évoluait au poste d'attaquant.

## Biographie

### En club
Henk Wery est joueur de SC Amersfoort (en) de 1961 à 1963,.
Lors de la saison 1963-1964, il est joueur du DWS Amsterdam. Henk Wery est alors sacré Champion des Pays-Bas en 1964,.
Il rejoint ensuite le DOS Utrecht qu'il représente de 1965 à 1968. Avec ce club, il dispute notamment la Coupe des villes de foires,.
Il se met en évidence avec Utrecht, en inscrivant 19 buts en championnat lors de la saison 1965-1966. Il est notamment l'auteur d'un triplé et de quatre doublés lors de la seconde partie de saison.
Du fait de ses bonnes performances avec Utrecht, Henk Wery est transféré au Feyenoord Rotterdam en 1968,.
Le club réalise le doublé Championnat/Coupe des Pays-Bas en 1969,.
Le Feyenoord remporte la Coupe des clubs champions en 1970. Henk Wery dispute la finale contre le Celtic FC remportée 2-1,.
En 1970, Henk Wery dispute la Coupe intercontinentale en 1970 contre Estudiantes de La Plata. Il marque un but lors du match aller qui se solde sur un match nul 2-2. Au retour, le Feyenoord s'impose 1-0,.
Henk Wery remporte également deux autres titres de Champion en 1971 et 1974,.
Le club remporte la Coupe UEFA en 1974. Il dispute la finale retour contre Tottenham,.
En 1974, il rejoint le FC Utrecht. Il raccroche les crampons en 1976,.
Au total, il dispute 367 matchs de première division néerlandaise pour 113 buts marqués, 17 matchs en Coupe des clubs champions pour 4 buts marqués, 24 matchs en Coupe des villes de foires/Coupe UEFA pour 7 buts marqués et 2 rencontres en Coupe intercontinentale.

### En équipe nationale
International néerlandais, il reçoit 12 sélections en équipe des Pays-Bas pour trois buts marqués entre 1967 et 1973,.
Il joue son premier match en équipe nationale le 29 novembre 1967 contre l'Union soviétique (victoire 3-1 à Rotterdam) en amical, il marque un doublé à cette occasion.
Henk Wery dispute un match contre la Pologne dans le cadre des qualifications pour la Coupe du monde 1970 le 7 septembre 1969 (victoire 2-1 à Chorzów), il marque alors un but dans cette rencontre.
Il joue contre la Bulgarie le 22 octobre 1969 (match nul 1-1 à Rotterdam) à nouveau dans le cadre des qualifications pour la Coupe du monde.
Il dispute quatre rencontres dans le cadre des éliminatoires de l'Euro 1972.
Son dernier match en équipe nationale est une rencontre amicale contre la Pologne le 10 octobre 1973 (match nul 1-1).

## Palmarès
| DWS Amsterdam - Championnat des Pays-Bas (1) : - Champion : 1963-64.                                                                                     |  | Feyenoord Rotterdam \| - Coupe intercontinentale (1) : - Vainqueur : 1970. - Coupe des clubs champions (1) : - Vainqueur : 1969-70. - Coupe UEFA (1) : - Vainqueur : 1973-1974. \| \| - Championnat des Pays-Bas (3) : - Champion : 1968-69, 1970-71 et 1973-74. - Coupe des Pays-Bas (1) : - Champion : 1968-69. \| |
| - Coupe intercontinentale (1) : - Vainqueur : 1970. - Coupe des clubs champions (1) : - Vainqueur : 1969-70. - Coupe UEFA (1) : - Vainqueur : 1973-1974. |  | - Championnat des Pays-Bas (3) : - Champion : 1968-69, 1970-71 et 1973-74. - Coupe des Pays-Bas (1) : - Champion : 1968-69. |